# Herniaria scabrida
Herniaria scabrida é uma espécie de planta com flor pertencente à família Caryophyllaceae. 
A autoridade científica da espécie é Boiss., tendo sido publicada em Elenchus Plantarum Novarum 42. 1838.

## Portugal
Trata-se de uma espécie presente no território português, nomeadamente os seguintes táxones infraespecíficos:
- Herniaria scabrida var. alemtejica - presente em Portugal Continental. Em termos de naturalidade é endémica da Península Ibérica. Não se encontra protegida por legislação portuguesa ou da Comunidade Europeia.
- Herniaria scabrida var. glabrescens - presente em Portugal Continental. Em termos de naturalidade é endémica da Península Ibérica. Não se encontra protegida por legislação portuguesa ou da Comunidade Europeia.
- Herniaria scabrida var. scabrida  - presente em Portugal Continental. Em termos de naturalidade é endémica da Península Ibérica. Não se encontra protegida por legislação portuguesa ou da Comunidade Europeia.
- Herniaria scabrida scabrida var. unamunoana - presente em Portugal Continental. Em termos de naturalidade é endémica da Península Ibérica. Não se encontra protegida por legislação portuguesa ou da Comunidade Europeia.